# Ндиай, Магетт
Магетт Ндиай (фр. Maguette N'Diaye; род. 1 сентября 1986, Сенегал) — сенегальский футбольный судья. Судья ФИФА с 2011 года.

## Карьера
Ндиай дебютировал на международной арене в качестве судьи на игре группового этапа чемпионата Африки по футболу среди юношей до 20 лет в 2013 году между сборными Мали и Габоном. Его первый официальный международный матч среди взрослых состоялся в апреле 2014 года в отборочном матче Кубка африканских наций 2015 года между сборными Мавританией и Маврикием. С 2017 года он регулярно обслуживает матчи международных африканских клубных соревнованиях — Лигу чемпионов КАФ и Кубок Конфедерации КАФ. В 2018 году он судил первый матч финала Кубка Конфедераций между Раджой Касабланкой из Марокко и клубом Вита из ДР Конго (итоговый счет 3-0). Ндиай участвовал в двух финалах Кубка африканских наций, один матч отработал на групповом этапе в 2019 году и судил три игры, включая четвертьфинал турнира 2022 года.
На межконтинентальном уровне Ндиай работал на чемпионате мира по футболу FIFA среди молодёжи в 2019 году в Польше и представлял Африканскую футбольную ассоциацию в качестве судьи на клубном чемпионате мира FIFA 2020 года, где отработал матч за третье место.
В преддверии чемпионата мира по футболу 2022 года сенегальский судья оказался в центре скандала. Именно он назначил ганской сборной сомнительный пенальти в решающем квалификационном матче между Ганой и Южной Африкой. Андре Айю смог реализовать его и Гана вышла в плей-офф квалификации чемпионата мира, а Южная Африка выбыла. Южноафриканская футбольная ассоциация SAFA впоследствии выдвинула против Ндиайе обвинения в договорных матчах и подала официальный протест.
В мае 2022 года ФИФА назначила его одним из 36 главных судей чемпионата мира по футболу 2022 года в Катаре. 

## Личная жизнь
Магетт Ндиай — сын бывшего международного футбольного судьи Папе Муссы Ндиай. Работает учителем физкультуры в средней школе в Дакаре и занимается разведением овец.